# Мукоровые
Му́коровые (лат. Mucorales) — самый многочисленный (в видовом количестве) и хорошо изученный порядок зигомицетов.

## Описание
Обычно это быстро растущие грибы. На их широкой гифе нет септы. Гифа растёт главным образом внутри субстрата.
Множество видов портят пищу. Другие могут вызывать микозы.